# Coelichneumon barnstoni
Coelichneumon barnstoni là một loài tò vò trong họ Ichneumonidae.